# Stephanie Bannon
Stephanie Bannon (Newcastle upon Tyne, 1989) è un'ex calciatrice britannica, di ruolo difensore, è stata capitano del Sunderland.

## Carriera
Cresciuta calcisticamente nella società di Sunderland, ne è la calciatrice più rappresentativa; insignita della fascia di capitano a soli 15 anni d'età, non ha mai cambiato squadra nonostante i cambi di identità societaria.
Oltre l'attività come calciatrice svolge anche l'incarico di P.E. Teacher (insegnante di educazione fisica) presso la Unity City Academy di Middlesbrough, nel North Yorkshire. Al termine della stagione 2017 si è ritirata dal calcio giocato per dedicarsi completamente al ruolo di insegnante.

## Palmares
- FA Women's Super League 2: 1

Sunderland: 2014